# Chiesa di San Silvestro (Albettone)
La chiesa di San Silvestro è la parrocchiale di Lovertino, frazione del Comune di Albettone, in provincia e diocesi di Vicenza; fa parte del vicariato di Noventa Vicentina-Riviera Berica.
La chiesa venne eretta nel 1856 in sostituzione della vecchia parrocchiale, decentrata e declassata a oratorio con dedicazione alla Madonna della Salute.